# TEMPEST
Pour les articles homonymes, voir Tempest.

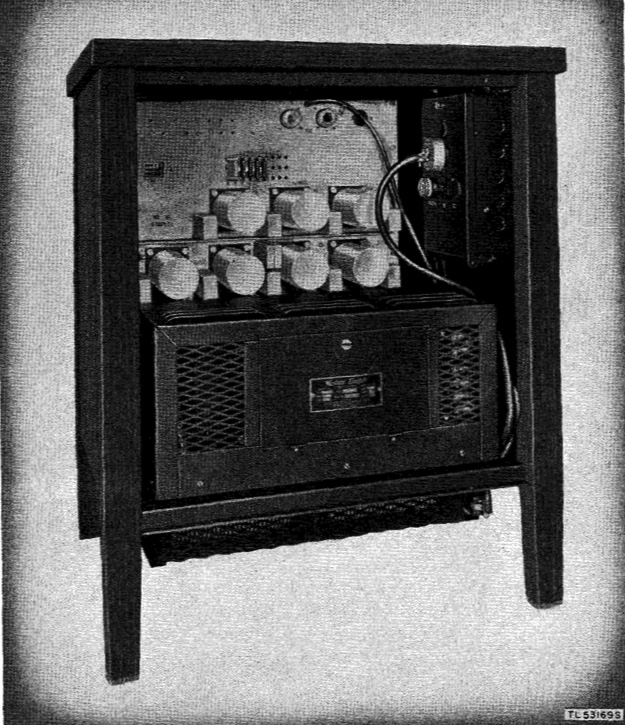
Le mélangeur 131B2 de Bell, utilisé, a été le premier appareil à partir duquel un texte clair classé secret a été extrait à l'aide de.

TEMPEST abréviation de Telecommunications Electronics Materials Protected from Emanating Spurious Transmissions est un nom de code de la National Security Agency (NSA) faisant référence aux mesures et aux standards liés aux émissions compromettantes des machines traitant de l'information. Ce standard couvre des techniques à la fois offensives (espionnage de télécommunication) et défensives (blindage, contournement).

## Description
Toutes les machines de traitement de l'information (machines à écrire, téléscripteurs, ordinateurs, machines de chiffrement, etc.) ont des émissions compromettantes (compromising emission ou CE). Ces émissions peuvent être de nature électrique, électromagnétique, mécanique ou acoustique, bien que le terme TEMPEST soit généralement utilisé pour parler des émanations électromagnétiques. Ces émissions sont problématiques lorsque l'information traitée est classée secrète car un organisme hostile peut les capter et les analyser dans le but d'en prendre connaissance. C'est un élément particulièrement important en cryptographie car ces émissions peuvent permettre non seulement de connaître le texte clair, mais aussi le fonctionnement interne des machines de chiffrement. 
Diverses parades sont utilisées pour les limiter comme l'émission d'un bruit blanc qui permet de brouiller les émissions et d'empêcher un pirate de les déchiffrer.

## Histoire

### Découverte et prise en compte aux États-Unis
Le phénomène d'émission compromettante fut découvert pendant la Seconde Guerre mondiale dans un laboratoire de la compagnie Bell lors du test d'un système de chiffrement Bell 131-B2 ; un chercheur remarqua qu'à chaque lettre chiffrée par le système, un pic apparaissait sur un oscilloscope ailleurs dans le laboratoire. En examinant ces pics, il parvint à retrouver le texte clair en cours de chiffrement par la machine. Au Signal Corps de l'US Army, Bell étudia le problème et identifia trois types d'émissions : les radiations électromagnétiques, les signaux induits dans des câbles (par exemple alimentation électrique), et les champs magnétiques (les relais électromécaniques étant actionnés par des aimants). Bell proposa trois solutions :
- le « blindage » pour bloquer les radiations électromagnétiques et les champs magnétiques ;
- le filtrage des signaux induits ;
- le masquage des signaux irradiés, et éventuellement des signaux induits.

Bell proposa une machine modifiée utilisant les deux premières méthodes, mais qui était très confinée, ce qui posait des problèmes de surchauffe et compliquait la maintenance. À la place, le Signal Corps ordonna à ses officiers de surveiller le périmètre de 30 mètres aux alentours de leurs centres de communications pour éviter ce genre d'interceptions, et le problème fut oublié.
En 1951, le problème est redécouvert par la Central Intelligence Agency (CIA) qui utilisait les mêmes machines à chiffrer 131-B2. L'Armed Forces Security Agency (AFSA, ancêtre de la NSA) installe des systèmes de filtrage sur ses machines pour les signaux induits, et pour les signaux irradiés, ordonne soit qu'une zone de 60 mètres autour de ses centres de chiffrement soit contrôlée, soit de faire fonctionner au moins dix télétypes simultanément pour compliquer l'analyse de leurs signaux. La distance de 60 mètres était arbitraire et rien ne disait que l'interception était impossible au-delà.
Parallèlement, la NSA teste ses différentes machines et constate que toutes pouvaient être compromises. Dans le cas des chiffreurs à rotors, la tension sur les câbles d'alimentation fluctue en fonction du nombre de rotors en mouvement, créant un nouveau type d'émission compromettante dite modulation de l'alimentation. Au cours des années 1950, des moyens importants sont consacrés à la recherche, mais celle-ci découvrait plus de nouvelles émissions qu'elles n'en supprimait. Les autres types d'émanations découvertes étaient acoustiques (le bruit des pièces mécaniques) et les anomalies (lorsque les signaux transmis sur un système de communications sont modulés par des émissions parasites ; s'ajoute le problème que ces signaux modulés sont transmis sur de longues distances par le système de communications). 
En 1956, le Naval Research Laboratory invente la technique du low-level keying qui consiste à utiliser des signaux de puissance très réduite dans les machines de chiffrement et de transmissions pour diminuer l'amplitude des émissions compromettantes, et donc la distance à laquelle celles-ci peuvent être captées.
En 1984 la NSA découvre des dispositifs d'écoute implantés dans des machines à écrire « à boule » de l'ambassade américaine de Moscou. Ces dispositifs utilisent un magnétomètre pour détecter les caractères tapés à la machine. Les machines à écrire n'avaient jusque-là pas été examinées très attentivement car elles n'étaient pas un équipement cryptographique ou de transmission.

### Classifications
- NATO (OTAN) SDIP-27 Level A : zone 0 - proximité immédiate - 1 mètre
- NATO (OTAN) SDIP-27 Level B : zone 1 - 20 mètres
- NATO (OTAN) SDIP-27 Level C : zone 2 - 100 mètres

### Cas connus d'utilisation offensive
- le fait qu'une machine de chiffrement peut transmettre involontairement des signaux permettant de lire le texte transmis en clair sur le câble de transmission en plus du texte chiffré est un des facteurs ayant motivé la CIA à mener son opération de tunnel à Berlin (opération Gold) dans les années 1950[4]. Cependant, ce phénomène ne fut pas utilisé pour l'exploitation des écoutes faites par le tunnel[5].
- une des missions du navire de renseignement électronique USS Oxford lors de sa croisière au large de Cuba en 1962 était d'intercepter des signaux TEMPEST de machines de chiffrement soviétiques dont le code n'avait pas été « cassé » par les cryptanalystes[6].

### Recherche publique
En 1985, un chercheur néerlandais, Wim van Eck, publie un article montrant qu'il est possible d'intercepter les émissions électromagnétiques d'un écran, et ainsi de voir ce qu'il affiche. Le coût très limité de cette méthode met cette technologie à la portée de beaucoup de personnes, et pas seulement des services de renseignement gouvernementaux. Cet article ouvrit une nouvelle branche d'attaque et de recherche, par la suite appelée « rayonnement de Van Eck ».
En 2018, une nouvelle classe d'attaque par canal auxiliaire a été introduite à l'ACM et Black Hat par des chercheurs d'Eurecom: « Screaming Channels ». Ce type d'attaque cible des circuits traitant un signal mixte — contenant un circuit analogique et numérique sur la même puce de silicium — avec un émetteur radio. La conséquence de cette architecture, souvent utilisée dans les objets connectés, est que la partie analogique du circuit va faire fuiter des informations concernant les calculs effectués par la partie numérique, ce qui mène à un encodage et une modulation de ses informations numériques dans le bruit composant la transmission radio analogique. Grâce à des techniques de traitement du signal, les chercheurs ont été capables d'extraire les clés cryptographiques utilisées pendant la communication et d'en déchiffrer le contenu. Cette classe d'attaque est supposée, par les auteurs, être connue depuis plusieurs années par les services de renseignement gouvernementaux.

## Controverse
Selon l'ancien agent du FBI Ted Gunderson, le FBI et d'autres agences du renseignement américain sont responsables du phénomène du gang-stalking dont les preuves se trouvent collectées dans les fichiers en relation avec le programme Echelon, le Carnivore System, le Tempest Systems et dans le Narus (entreprise) systems.